# Aborto na Venezuela
O aborto é ilegal na Venezuela, exceto em caso de ameaça a vida da saúde da mulher. A pena para uma mulher que consentiu com o aborto é de seis meses a dois anos de prisão e para o médico ou outra pessoa que realizou o procedimento é de um a três anos. Podem ser impostas penas mais severas, se a mulher grávida morrer como resultado do procedimento.